# Jean-François Téaldi
 (novembre 2018).
Jean-François Téaldi, né le 14 février 1952 à Aix-les-Bains et mort le 12 mars 2025 à Antibes, est une personnalité politique de gauche et un journaliste français,.

## Biographie

### Carrière
Jean-François Téaldi est titulaire d'une maîtrise de sociologie. Il commence sa carrière de journaliste comme pigiste à Nice-Matin (1977) et à France 3 Côte d'Azur. Il fait ses premières armes comme correspondant Sud-Est de France Inter où il assure les multiplex football, des agences United Press International et Agence Centrale de Presse, de Ouest-France, des DNA, du Figaro dimanche, du Journal du dimanche, du Républicain Lorrain, de L'équipe et de France Football. Il devient, en 1982, journaliste spécialisé à France 3 Méditerranée. Il travaille alors comme présentateur du JT à France 3 Côte d'Azur et produit de nombreux reportages et magazines comme grand reporteur sur différents thèmes tels que les événements de Beyrouth (le massacre de Sabra et Chatila au Liban (1982), le premier conflit entre l'Iran et l'Irak, sur les « Artistes contre l'Apartheid » en Afrique du Sud où il rencontre Nelson Mandela et interviewe Desmond Tutu, sur des contrées aussi diverses que le Maroc, la Tunisie, l'Algérie, Israël, l'Espagne, le Canada, le Japon, l'Albanie, la Hongrie, la Suisse et l'Italie. Il obtint le « Prix du Club de la Presse Marseille-Provence » 1988, pour le magazine : « Algérie, 25 ans après ». Il réalisera en parallèle de nombreux reportages et magazines sur la culture en région PACA/Corse au sein du magazine hebdomadaire Reg'Art .
En 1992, il devient Rédacteur en chef adjoint de France 3 Côte d'Azur et présente en complément le magazine hebdomadaire régional de politique et de société Témoin , diffusé sur France 3 Méditerranée. Il anime aussi les soirées électorales de 1981 à 2001, (il est à ce titre présenté par L'Express comme une des « 100 personnalités qui font bouger Nice »(2000). De 2001 à 2002, il crée la locale France 3 Nice dont il devient Rédacteur en chef. Rédacteur en chef à France Télévisions chargé des questions méditerranéennes, à la Direction des Affaires Internationales 2012-2015).

### Autres activités

#### Club de la Presse
En septembre 1980 (sous le pseudonyme de Jean Simon FR3), il est un des fondateurs du Club de la presse Nice-Côte d'Azur avec Anne De La Valette (RMC, Présidente), Patrick Visonneau (FR3, Vice-Président), Guy Salignon (Europe 1, Secrétaire général), Michel Vuez (AFP, Trésorier), Paul Barelli (RMC, Relations extérieures), Jean Crozier (Le Patriote), Bernard Cazeaux (AFP), Guy Porte (Le Monde). Il est ensuite administrateur du Club de la Presse Méditerranée 06.

#### Enseignement
- « L’écriture et le reportage audiovisuels » - École de Journalisme de Marseille (ex-CTMC) 1985 ;
- « Les enjeux mondiaux de l’info - communication » - Licence de « Sciences de l’Information » - (U.E.R. Lettres et Sciences Humaines - Université de Nice) 1991-1998 ;
- « Journalisme d’Investigation » et « Audiovisuel » - École de Journalisme « Nouvelles » (Nice)1993-1998 ;
- Cours d’Éthique du Journalisme à l’Université de Journalisme de Coimbra (Portugal) 1993.

#### Juré
Depuis 1989, il est membre du Jury Littéraire du « Prix Vérité» ; en 1997, il est membre du Jury de la Sélection officielle « Un Certain Regard » au Festival de Cannes et de 1989 à 1999 membre du Comité de sélection du « Jury Jeunes » du Festival de Cannes (Ministère de la Jeunesse et des Sports) en raison notamment de sa spécialisation à l'issue des nombreux reportages effectués pour France 3 Côte d'Azur sur le sujet.

### Engagement syndical et politique
Jean-François Téaldi adhère au Mouvement jeunes communistes de France (MJCF) et au PCF en mars 1968 à Cannes.
De 1972 à 1977, il est secrétaire de l'Union des étudiants communistes (UEC) de Nice et membre du Conseil National du Mouvement de la Jeunesse Communiste de France.
De 1978 à 1982, il est membre du secrétariat de la Fédération des Alpes-Maritimes du MJCF.
De 1972 à 1976, Jean-François Téaldi est membre du Conseil UGEN-UNEF de l'UER Lettres, puis du Conseil d'université de l'université de Nice.
De 1982 à 1986, il est membre du Conseil de l’université de Nice en tant que personnalité extérieure.
En 1981, il devient Secrétaire général du SNJ-CGT de France 3 et membre du Bureau National du SNJ-CGT, secrétaire national chargé de l'audiovisuel et des questions internationales.
De 1997 à 2000, il est membre de l’IMRAX (Commission contre le racisme de l’EBU/UER/ENPA(European Newspaper Publishers Association)/Fédération internationale des journalistes/Conseil de l'Europe),.
Parallèlement il exerce, de 1981 à 1992, la fonction de Secrétaire général du SNJ-CGT à France 3, puis de 2002 à 2012 la fonction de secrétaire général du SNJ-CGT à France Télévisions et pour l’ensemble de l’audiovisuel public et privé. Il organise à ce titre de nombreuses grèves au nom de la défense des salariés du service public audiovisuel en opposition aux réformes concernant les médias. Il mobilise, notamment pour les grèves à France 3 en 1986, 1990 (trois semaines), puis à France Télévisions en 2002 (la plus longue, 22 jours).
Lors de celles de 2009, il est porte-parole de l’intersyndicale — notamment sur le projet de financement conduit par Nicolas Sarkozy pour un service public télévisé « sans pub », —, sur le rapport de la commission Copé pour l'audiovisuel,, sur l'éviction d'Arlette Chabot ou encore sur la nomination de Rémy Pflimlin,.
Il est l'artisan de grèves en réponse aux plans sociaux adoptés par la direction du Service Public de télévision et pour la protection des journalistes.
Jean-François Téaldi a donc souvent occupé l'espace médiatique français et international lors de ses actions pour la « défense du service public » et pour la « protection des droits des journalistes ».
En parallèle, il est (de 2006 à 2012) membre du BREG (Commission audiovisuelle de la Fédération Européenne des Journalistes). De 1979 à 2017, il est membre du Comité National du SNJ-CGT (il intervint à ce titre en soutien à l'audiovisuel grec). Il est l'instigateur et le coordinateur de nombreux colloques et conférences (il fut notamment coordinateur du colloque « Parler des banlieues et de l’immigration dans les médias » (avec l’UNESCO, le Conseil de l'Europe, la Commission nationale consultative des droits de l'homme, l’Année Européenne contre le Racisme, la FIJ) en 1997 à Paris).
En 2007, il est un des Observateurs Internationaux lors du Référendum Constitutionnel au Vénézuéla. Il coordonne la rédaction des propositions du PCF pour les médias : « Pour une appropriation populaire des Médias » publié en 2006 et co-élabore en 2013 la proposition de loi no 757, présentée par dix députés Front de gauche dont Marie-George Buffet, enregistrée le 27 février, visant au redressement du secteur de la presse et de sa distribution au service du pluralisme et de l ' intérêt général. Il est membre du Conseil de campagne de Marie-George Buffet pour l'élection présidentielle de 2007.
Il est candidat du PCF aux élections municipales de 2008 à Nice sur la liste d’Union de la Gauche « Changer d’ère »; candidat aux élections régionales de 2010 en PACA sur la liste « Ensemble pour des régions à gauche, solidaires, écologiques et citoyennes », il est aussi candidat PCF/FG aux élections législatives de 2017 dans la 6e circonscription des Alpes-Maritimes. Pour la campagne de 2012, il est chargé des questions « Médias » au sein de l'équipe de campagne de Jean-Luc Mélenchon. Membre du Conseil National du PCF (2008-2016, responsable médias), et coordinateur du Front de Gauche Médias (2008-2016).

## Ouvrages
- Journaliste, syndicaliste, communiste - 37 ans d'un combat dans l'audiovisuel (Éditions Tirésias - 2017) - Préface Hervé Bourges - Avant propos Bernard Thibault, Marie-George Buffet - Entretien Marcel Trillat
- Étude : « La politique sportive de la municipalité cannoise » 1977 - Ville de Cannes. Étude qui permet à Cannes d’être élue « Ville la plus sportive de France » (L’Équipe).
- Jean-François Téaldi, Route des Vins et Patrimoine en Provence Alpes-Côte d’Azur, Nice, Éditions Gilletta, juillet 2000, 100 p. (ISBN 978-2-903574-28-4, LCCN 2903574286)
- Jean-François Téaldi, Festival de Cannes : Stars et Reporters, Nice, Éditions Ricochet, septembre 1996 (ISBN 978-2-911013-00-3, LCCN 291101300X)
- Jacques Henri-Labourdette, architecte - Une vie, une œuvre, éd. Gilletta - Nice-Matin, Nice, 2002, 158 p.
- Jean François Téaldi 1996: Livre Objet, « Mélange II », avec Monique Thibaudin et Yvan Koenig, Éditions Fondation Sicard-Iperti, Vallauris, texte de Jean François Téaldi[24]
- Livre objet Destins croises avec Jean-Jacques Laurent 1995 - Œuvre remise à Abdelhamid Benzine « Prix OIJ 1995 » (Alger Républicain)[25]
- Du Nouveau Réalisme à l'École de Nice - Les archives racontent, avec Frédéric Altmann (Éditions Ovadia), 2017
- Répertorié dans le Dictionnaire historique et biographique du communisme dans les Alpes-Maritimes (XXe) , page 384 (Les amis de la liberté éditeur)
- Pour un développement durable - L'électricité pour tous, avec Gilles Pereyron - (Éditions Helvetius) - 2022